# Sanawuyu
Sanawuyu is een bestuurslaag in het regentschap Nias Utara van de provincie Noord-Sumatra, Indonesië. Sanawuyu telt 875 inwoners (volkstelling 2010).